# Cernina fluctuata
Cernina fluctuata is een slakkensoort uit de familie van de Ampullinidae. De wetenschappelijke naam van de soort is voor het eerst geldig gepubliceerd in 1825 door G.B. Sowerby I.